# Колібрі-самоцвіт пурпуровогорлий
Колі́брі-самоцві́т пурпуровогорлий (Lampornis calolaemus) — вид серпокрильцеподібних птахів родини колібрієвих (Trochilidae). Мешкає в Центральній Америці. Раніше вважався конспецифічним з сірохвостими і білогорлими колібрі-самоцвітами.

## Опис

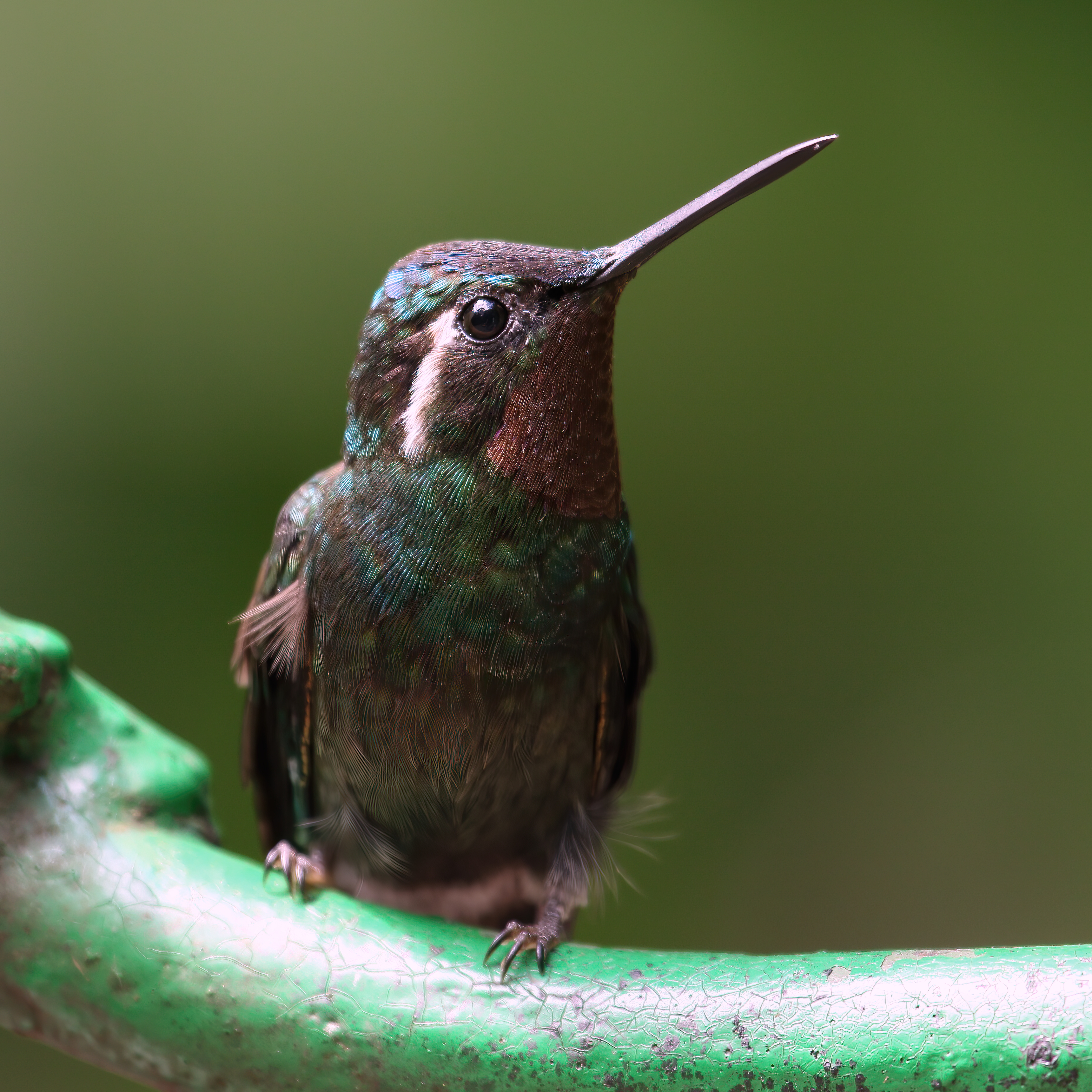
Самець пурпуровогорлого колібрі-самоцвіта

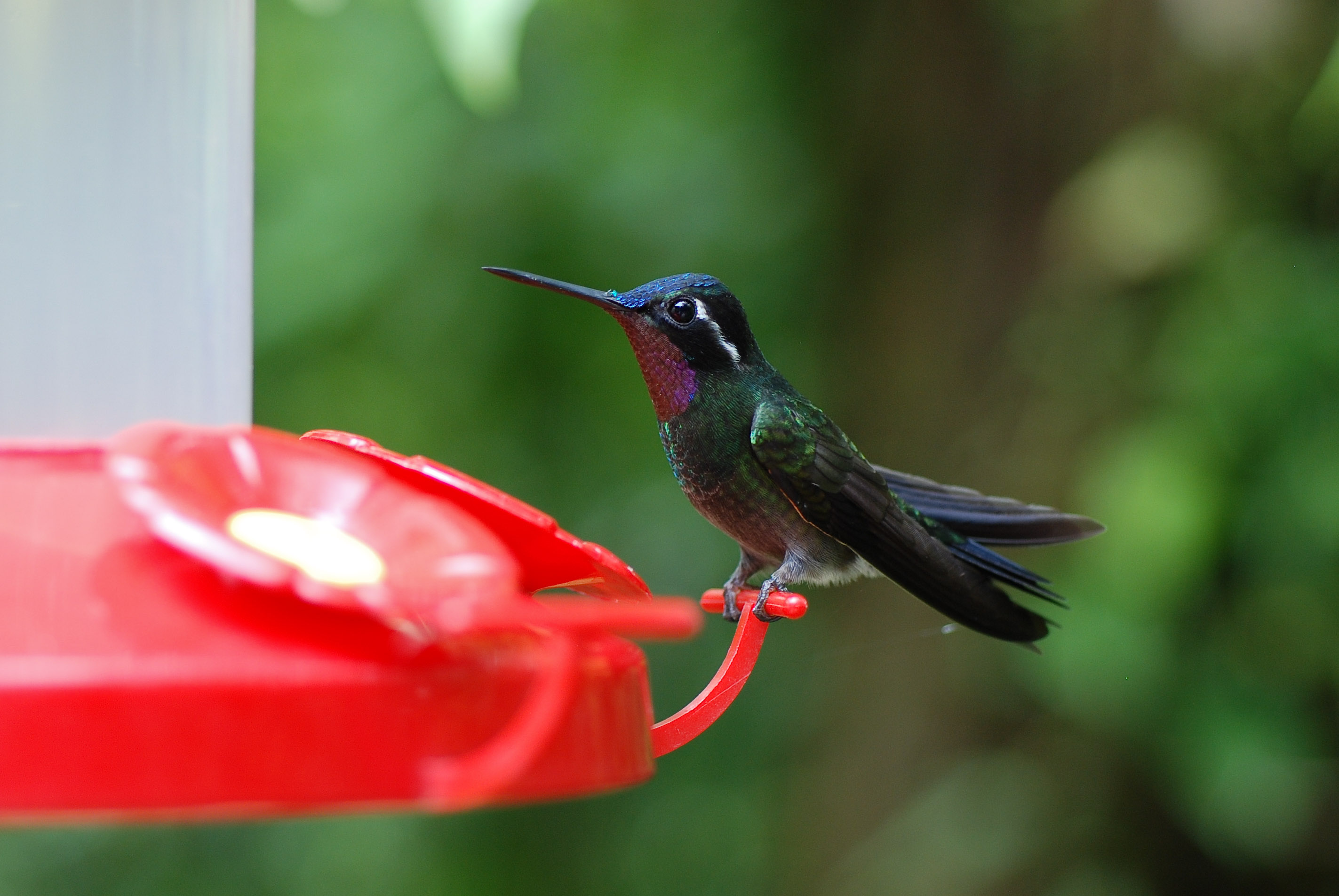
Самець пурпуровогорлого колібрі-самоцвіта

Довжина птаха становить 10-11,5 см, самці важать 5,7-6,2 г, самиці 4,7-5,1 г. У самців номінативного підвиду лоб і тім'я смарагдово-зелені або синьо-зелені, блискучі. Решта верхньої частини тіла бронзово-зелена з металевим відблиском, надхвістя трав'янисто-зелене або блакитнувато-зелене. Обличчя темно-бронзово-зелене, за очима білі або блідо-охристі смуги. На горлі блискуча фіолетова пляма з металевим відблиском. Груди яскраво-зелені з металевим відблиском, боки і живіт більш тьмяні, з бронзово-зеленим або сірим відтінком. Нижні покривні пера хвоста темно-бронзово-зелені з блідо-сірими краями. Хвіст відносно довгий, дещо роздвоєний, тьмяно-синювато-чорний. Дзьоб середньої довжини, прямий, чорний.
У самиць верхня частина тіла яскраво-зелена з металевим відблиском, надхвістя має легкий синьо-зелений відтінок. Обличчя переважно чорнувате, за очима світлі смуги. Горло, груди і живіт охристі, нижні покривні пера хвоста блуваті або охристі. Центральні стернові пера і верхня половина решти стернових пер тьмяно-металево-зелені або бронзово-зелені, решта крайніх стернових пер чорна, кінчики у них блідо-сірі. Забарвлення молодих птахів є подібне до забарвлення самиць, однак у молодих самців тім'я, підборіддя, горло і груди темно-зелені, нижні покривні пера хвоста коричнювато-сірі з білуватими краями, а у молодих самиць пера на обличчі мають іржасті краї.
У самців підвиду L. c. pectoralis пляма на горлі більш фіолетова, шия і надхвістя у них більш темно-зелені, живіт і гузка також більш темні, металевий відблиск на грудях менш виражений. У самців підвиду L. c. homogenes груди і живіт більш темно-сірі. У самиць цього підвиду верхня частина тіла більш синьо-зелена, їх центральні стернові пера більш темно-бронзово-зелені, а нижня частина тіла більш темна, з рудуватим відтінком.

## Підвиди
Виділяють три підвиди:
- L. c. pectoralis (Salvin, 1891) — гори на крайньому південному заході Нікарагуа (схили вулканів Момбачо і Мадерас) і гори Кордильєра-де-Гуанакасте[en] на південному заході Коста-Рики;
- L. c. calolaemus (Salvin, 1865) — гори в Коста-Риці (Кордильєра-де-Таламанка), на заході і в центрі Панами;
- L. c. homogenes Wetmore, 1967 — тихокеанські схили на крайньому півдні Коста-Рики і на заході Панами (від Чирикі до Кокле).

## Поширення і екологія
Пурпуровогорлі колібрі-самоцвіти мешкають в Нікарагуа, Коста-Риці і Панамі. Вони живуть в гірських вічнозелених лісах та у вологих гірських і хмарних тропічних лісах, віддають перевагу стрімким схилам. В центральні Коста-Риці зустрічаються на висоті від 2100 до 2500 м над рівнем моря, на півночі Коста-Рики на висоті до 800 м над рівнем моря. Під час негніздового періоду деякі популяції мігрують в долини на висоту 300 м над рівнем моря.
Пурпуровогорлі колібрі-самоцвіти живляться нектаром різноманітних квітучих рослин, зокрема Satyria і Cavendishia з родини вересових, Columnea, Besleria formosa, Drymonia conchocalyx і Campanaea humboldtii з родини геснерієвих, Psychotria elata і Palicourea lasiorrhachis з родини маренових і Quararibea з родними бомбаксових. вони є основними запилювачами рослин Psychotria elata і Palicourea lasiorrachis. Крім того, птахи живляться дрібними комахами: самці ловлять їх в польоті, а самиці збивають їх з рослинності помахами крил, після чого ловлять.
Самиці мають більш довгі і тонкі дзьоби, ніж самці, що впливає на вибів квітів, нектаром яких вони живляться. Хоча і самці, і самиці віддають перевагу квітам з віночками довжиною 14-21 мм і шириною 3,5-8 мм, самиці також часто живляться нектаром квітів з більш довгими (до 40 мм, як у Guzmania nicaraguensis) і більш вузькими (ширина яких у 20 разів більша за довжину, як у Dicliptera trifurca і Burmeistera tenuiflora) віночками.
Пурпуровогорлі колібрі-самоцвіти гніздяться з жовтня по квітень, під час сезону дощів. Гніздо чашоподібне, відкрите, товстостінне, робиться з рослинних волокон, покривається зовні мохом і лишайниками. Воно розміщується в підліску, серед бамбука або на невисокому дереві, на висоті 2 м над землею. В кладці 2 білих яйця. інкубаційний період триває 17-18 днів, пташенята покидають гніздо через 22-23 дні після вилуплення.